# Sulejman Naibi
Sulejman Naibi vagy Sulejman Ramazani (Berat, ? – Berat, 1771) albán költő, a muzulmán tradíciójú bejtedzsi irodalom alakja.
A közép-albániai Beratban született és itt is élte le életét, egy rövid elbasani kitérőt nem tekintve. Kéziratban egy egész divánt (versgyűjteményt) hagyott az utókorra, amelyet 1913-ban találtak meg Beratban. A kézirat a második világháború során, 1944-ben Fierben megsemmisült, így versei csak folklorizálódott formában, a közép-albániai nép ajkán maradtak fenn a közelmúltig. Ezen kívül mintegy tucatnyi nyolc-, illetve tizenkét soros, korábban nyomtatásban megjelent verse maradt fenn. Ezek alapján költészetének alapmotívumai az életöröm, a szerelem és a női szépség dicsérete voltak. Versei kisebb keleti hatást mutatnak, mint például a kortárs Nezim Frakulla művei, s nyelvezetükben is közelebb állnak a népköltészethez.